# Rodrigo Gaete
Pablo Rodrigo Gaete Vidal (1951), diplomático chileno es el actual Embajador de Chile en la República Checa (2013- ). Ha sido Embajador de Chile en Kenia (2006-2009), desde esa posición sirvió como Embajador en Uganda, Etiopía y Tanzania.

## Biografía
Previo a su incorporación al Ministerio de Relaciones Exteriores, estudió Ciencias Políticas y Administrativas y Administración Pública, en la Universidad de Chile (1972-1975). Posteriormente cursó estudios de comercio internacional en la Universidad de Carleton, en Ottawa, Canadá, (1979) y Política Exterior Norteamericana, en la Johns Hopkins University, Washington D. C. (1994).
Egresó de la Academia Diplomática Andrés Bello en 1977.Entre sus principales puestos en el exterior figuran las Embajadas de Chile en Canadá, Brasil, EE.UU y Kenia. Sirvió en Estados Unidos entre 1994 y 2006. Como Jefe del Equipo Político de la Misión le correspondió desarrollar la estrategia de acercamiento al Congreso estadounidense. Entre  2004 y 2006 se desempeñó como Vicejefe de Misión en Washington D. C..
En 2006 es nombrado Embajador de Chile en Kenia. Desde esa posición sirvió como Embajador en Uganda, Etiopía y Tanzania. Fue Representante Permanente de Chile ante la Unión Africana. Fue también Representante Permanente de Chile ante el Programa de Naciones Unidas para el Medio Ambiente (PNUMA) y representante Permanente de Chile ante el Programa de Naciones Unidas para el Hábitat y los Asentamientos Humanos.
En Chile se ha desempeñado en las direcciones de América del Sur, Planificación, Jefe del Departamento de América del Norte, Subdirector de Planificación y entre 2010 y 2013, como Director General Adjunto para Asuntos Bilaterales.  Fue el Alto Oficial de Chile para la Cumbre CELAC UE, que tuvo lugar en Santiago, en enero de 2013, y Alto Oficial de Chile para los mecanismos África-Sudamérica y América del Sur-Países Árabes.
Entre 2010 y 2013 formó parte de los directorios de la Comisión Fulbright para el Intercambio Educacional entre Chile y EE. UU. y en el del Fondo Chile contra el Hambre y la Pobreza. En julio de 2013 fue nombrado Embajador de Chile ante la República Checa.
Actualmente está casado y tienen cuatro hijos.